# Lysovice
Lysovice (deutsch Lissowitz) ist eine Gemeinde in Tschechien. Sie liegt sieben Kilometer südlich von Vyškov und gehört zum Okres Vyškov. Wegen der erhaltenen historischen Bausubstanz wurde Lysovice zum ländlichen Denkmalsgebiet (Vesnická památková zóna) erklärt.

## Geographie
Das Straßendorf Lysovice erstreckt sich in den westlichen Ausläufern der Litenčické vrchy in der Talmulde des Baches Lysovický potok. Gegen Norden befindet sich das Tal des Rostěnický potok. Südöstlich erhebt sich der Malý Povětrník (316 m), im Süden der Větrník (Windberg, 394 m) und Lysovický kopec (323 m) sowie im Westen der Špice (302 m). Das Dorf ist von zahlreichen Alleen umgeben.
Nachbarorte sind Rostěnice und Zvonovice im Norden, Hlubočany im Nordosten, Kučerov im Osten, Bohaté Málkovice und Kojátky im Südosten, Bučovice und Letonice im Süden, Dražovice im Südwesten, Podbřežice, Komořany und Tučapy im Westen sowie Nemojany und Luleč im Nordwesten.

## Geschichte

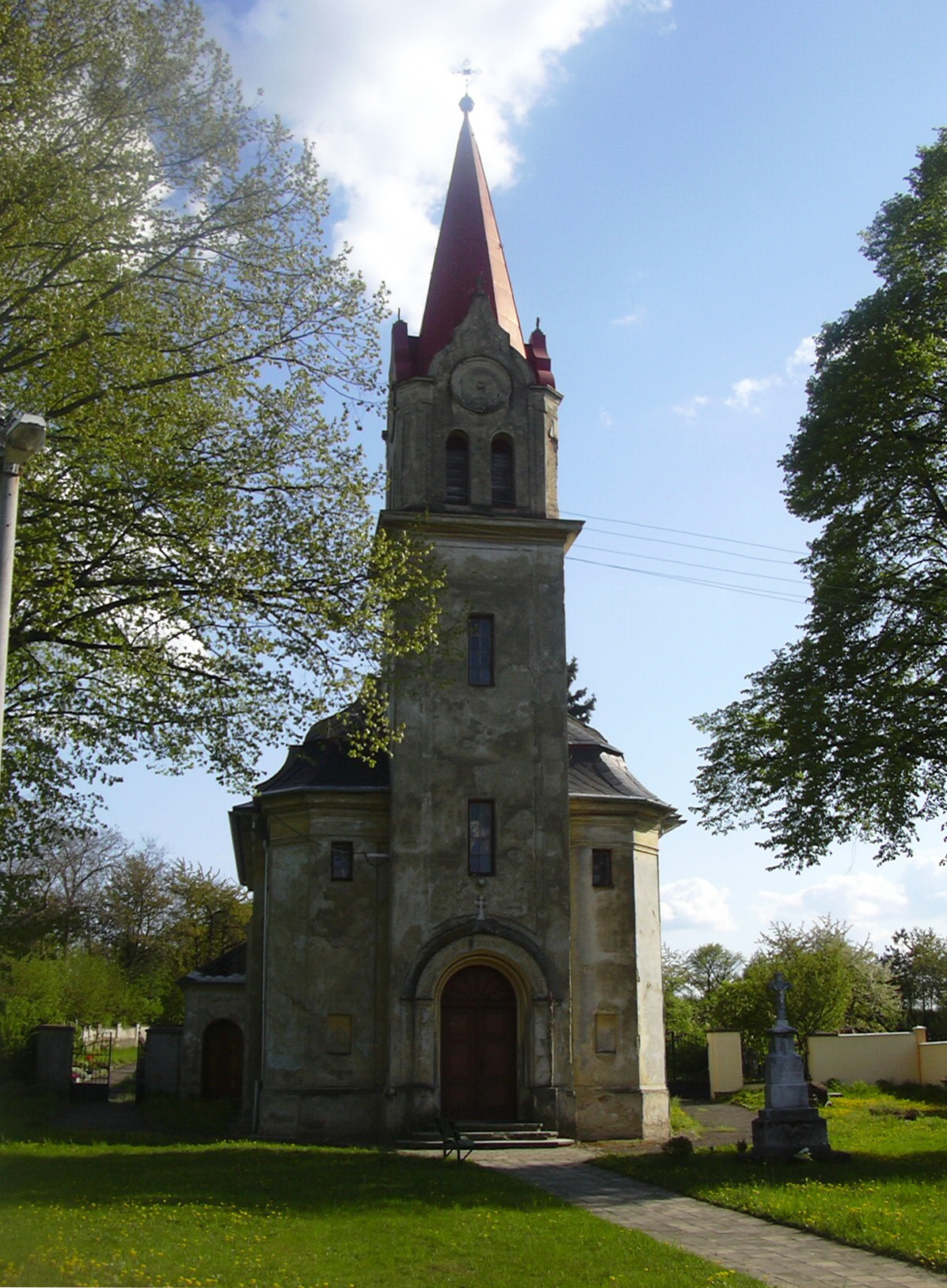
Kirche Herz Jesu

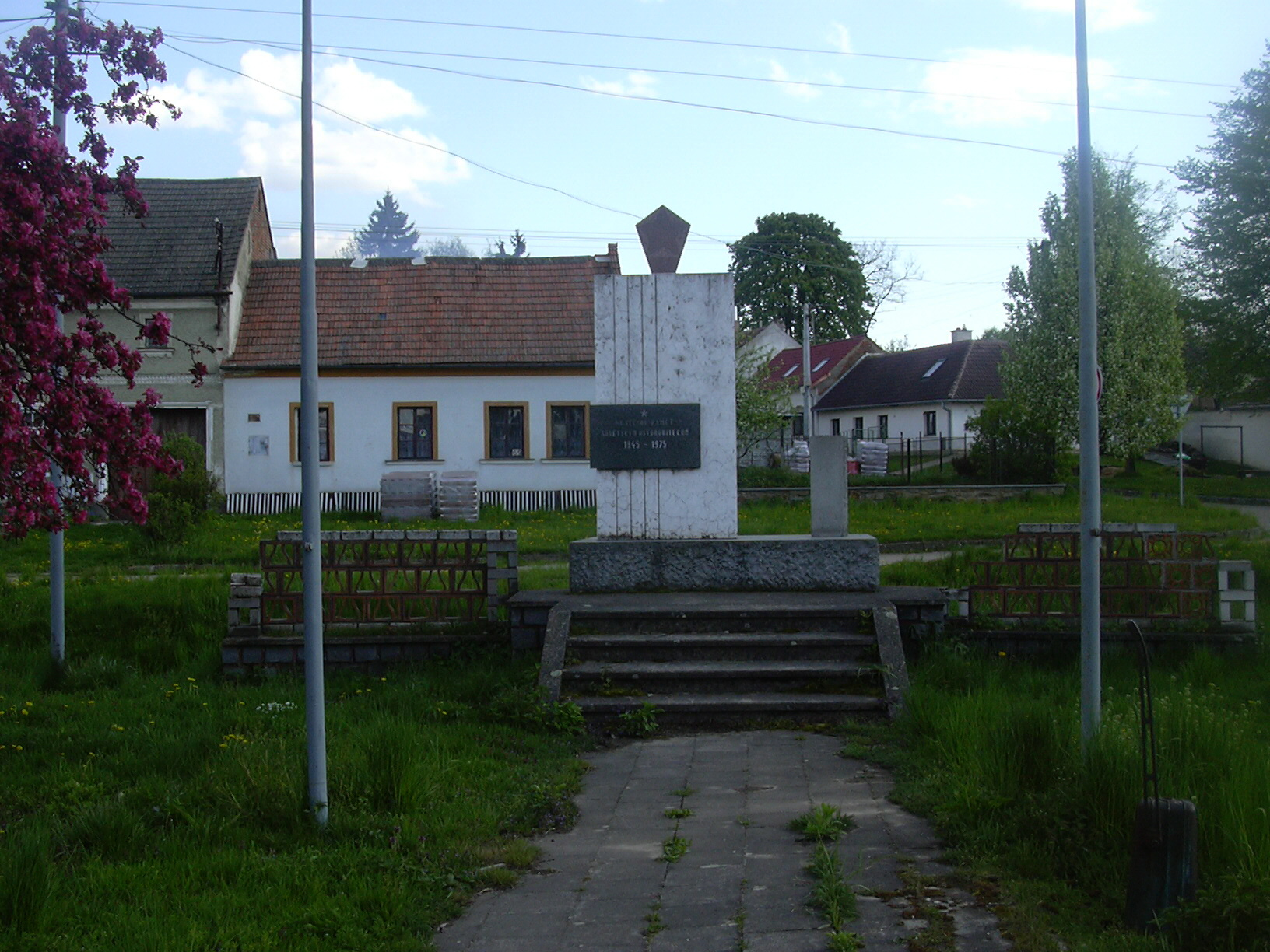
Denkmal der Roten Armee

Die erste schriftliche Erwähnung von Lissiwicz erfolgte im Jahre 1465 im Zusammenhang mit der Leistung von Naturalabgaben an das Bistum Olmütz. Seit 1519 ist das aus 32 Anwesen bestehende Dorf als Besitz des Dominikanerinnenklosters St. Katharina in Olmütz nachweisbar; jedoch wird vermutet, dass das Dorf bereits vor der Einführung der mährischen Landtafel dem Kloster gehört hat und zum Ende des 13. Jahrhunderts während der deutschen Kolonisation des Wischauer Landes unter den Herren von Obřany gegründet wurde. Die in den Steuerbüchern enthaltenen Namen der Bewohner lassen darauf schließen, dass der Ort im 16. Jahrhundert von Deutschen besiedelt war. Dominik Andreas I. von Kaunitz kaufte Lissowitz 1685 von den Dominikanerinnen und schloss die Güter an seine Herrschaft Austerlitz an. Im Jahre 1718 bestand Lissowitz aus 43 Anwesen. 1775 gab es in dem Dorf 44 Bauernwirtschaften unterschiedlicher Größe sowie sieben Kötter. 1822 war das Dorf auf 54 Wirtschaften angewachsen, davon waren 44 Bauern und acht Kötter. Lissowitz war im Vergleich zu den umliegenden Orten ein armes Dorf und seine Bewohner verdienten sich ein Zubrot durch Fuhrdienste. Im Jahre 1834 lebten in den 58 Häusern von Lissowitz 381 Personen. Seit 1846 bestand eine einklassige deutsche Schule. Am oberen Ortsausgang befand sich die Kapelle der Jungfrau Marie.
Nach der Aufhebung der Patrimonialherrschaften bildete Lissowitz / Lesovice ab 1850 eine Gemeinde in der Bezirkshauptmannschaft Wischau. 1880 bestand Lissowitz aus 81 Häusern und hatte 397 Einwohner, davon waren 379 Deutsche und 18 Tschechen. Zu dieser Zeit fand der tschechische Ortsname Lisovice Verwendung, die heutige Schreibweise Lysovice wurde 1924 eingeführt. Die Freiwillige Feuerwehr gründete sich 1880. Im Jahre 1900 lebten in den 88 Häusern des Ortes 420 Personen, die sämtlich der deutschen Volksgruppe angehörten. 1918 wurde die deutsche Bürgerschule aus Wischau nach Lissowitz verlegt. Zusammen mit sieben weiteren Dörfern bildete Lissowitz die Wischauer Sprachinsel. Zwischen 1923 und 1924 entstand am unteren Ortsende die Kirche. Bei den Wahlen von 1929 erhielt die Deutsche Christlich-Soziale Volkspartei 123 von 289 Stimmen. Im Jahre 1930 hatte das Dorf 438 Einwohner. 1935 stimmten in Lissowitz 119 von 287 Wählern für die Sudetendeutsche Partei. Am 20. April 1945 wurde das Dorf bei einem sowjetischen Luftangriff gegen den Truppenübungsplatz Wischau bombardiert. Nach dem Ende des Zweiten Weltkrieges entstand 1945 in Lysovice eine tschechische Dorfschule und 1946 ein Kindergarten. Die deutsche Bevölkerung wurde im Jahre 1946 vertrieben und der Ort mit Tschechen aus dem Drahaner Bergland, deren Häuser durch den Truppenübungsplatz Wischau unbewohnbar geworden waren, neu besiedelt. Im Jahre 1947 hatte Lysovice 477 Einwohner. Zwischen 1986 und 1990 war das Dorf nach Vyškov eingemeindet. Gepfarrt ist Lysovice nach Kučerov.

## Bevölkerungsentwicklung
| Volkszählung | Einwohner | davon Deutsche | davon Deutsche | davon Deutsche |
| 1880         | 397       | 379            |                |                |
| 1890         | 424       | 413            |                |                |
| 1900         | 420       | 420            |                |                |
| 1910         | 433       | 425            |                |                |
| 1921         | 438       | 405            |                |                |
| 1930         | 477       | 445            |                |                |
| 1991         | 223       | -              |                |                |
| 2001         | 237       | -              |                |                |

## Gemeindegliederung
Für die Gemeinde Lysovice sind keine Ortsteile ausgewiesen.

## Sehenswürdigkeiten

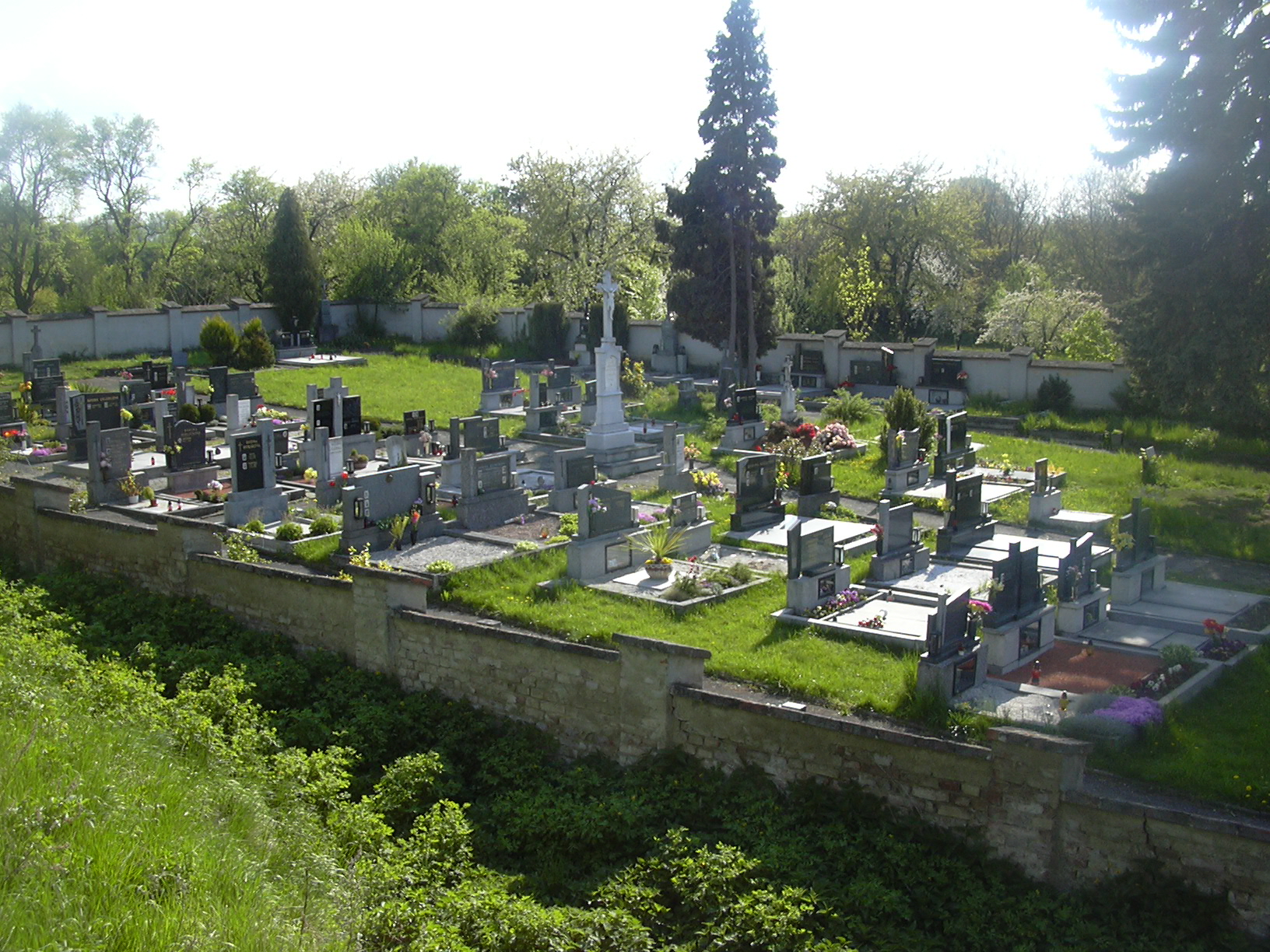
Friedhof

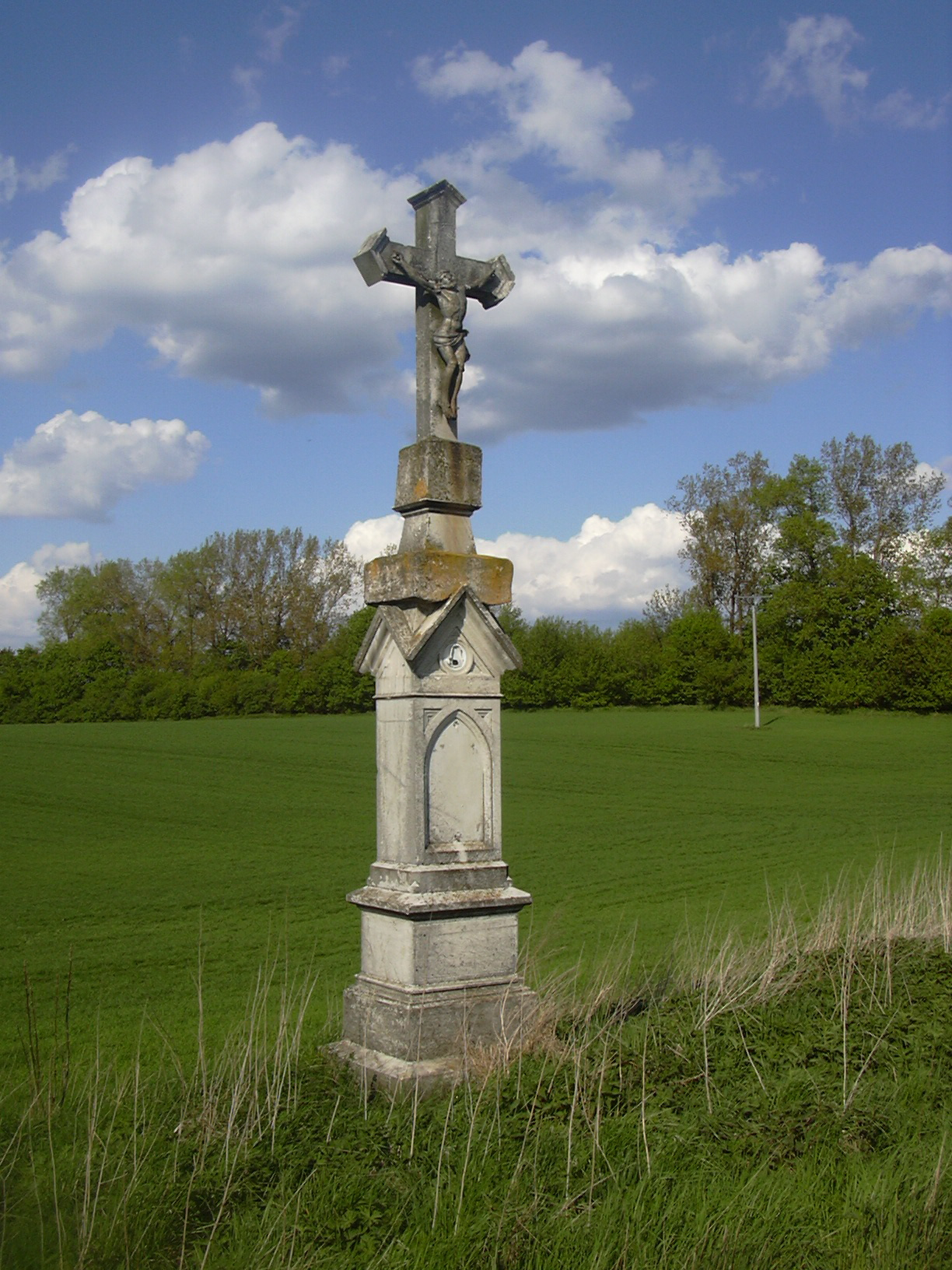
Wegekreuz am Feldweg nach Kučerov

- Filialkirche Herz Jesu, errichtet 1923–1924
- barocke Statue des hl. Johannes von Nepomuk aus dem Jahre 1732, am Dorfanger
- barocke Betsäule aus der Mitte des 18. Jahrhunderts
- die Häuser 15–17, 21, 23, 26, 33, 39, 40, 45, 72 und 76 mit Žudro bzw. Žebračka (verziertem Mauervorsprung um die Eingangstür)
- Wegekreuz am Feldweg nach Kučerov
- Denkmal der Roten Armee, errichtet 1975 am Dorfanger
- Naturdenkmal Větrníky, am Westhang des Větrník